# Simo Häyhä
Simo Häyhä (født 17. december 1905, død 1. april 2002), med tilnavnet "Hvide Død" (russisk: Белая смерть), var en finsk soldat og en af de mest succesfulde finskytter nogensinde. Häyhä menes at have dræbt over 500 modstanndere under krigen, hvilket at det højeste antal finskyttedrab i en større krig. Han bliver derfor betragtet som den dødeligste finskytte nogensinde.

## Tidlige liv, tjeneste i 2. verdenskrig
Han blev født i Rautjärvi kommune nær den nuværende grænse til Rusland og startede på militærtjenesten i 1925. Før han kom i kamp, var han bonde. Under Vinterkrigen i 1939-1940 mellem Finland og Sovjetunionen begyndte han sin tjeneste som snigskytte mod den Røde Hær.
I temperaturer på mellem −20 og −40 grader og klædt helt i hvidt camouflagetøj, blev Häyhä krediteret for over 500 bekræftede drab på sovjetiske soldater.
Den uofficielle finske opgørelse fra slagmarken ved Kollaa sætter tallet af drab til 542. Der blev lavet en daglig opgørelse af snigskytternes præstationer på slagmarken ved Kollaa. Häyhä brugte en finsk variant, M/28, af den russiske Mosin-Nagant riffel, fordi den passede godt til hans lille statur (152 cm). Han foretrak at bruge sigtekorn frem for kikkertsigte for at udgøre et mindre mål (snigskytten må løfte hovedet højere, når han bruger kikkertsigte) samtidig med, at det hjalp til ved sløringen – sollys, der glimter i et teleskopsigtes linser, kan afsløre en snigskyttes position.
Ud over præstationerne som snigskytte blev Simo Häyhä også tilskrevet op mod 200 drab med en Suomi M-31 SMG, således at det samlede dødstal nåede op på mindst 705. Det sidste tal er dog aldrig blevet underbygget. Alle Häyhäs drab blev gennemført på under 100 dage, indtil han blev såret af en fjendtlig kugle. Häyhäs rekord, med et gennemsnit på fem drab pr. dag, hvilket svarer til næsten et drab for hver time med dagslys i de korte vinterdage, er unik, og han blev kaldt ustoppelig af den Røde Hær.
Før han blev såret, forsøgte russerne på forskellig vis at slippe af med ham, fx med kontra-snigskytter og artilleribeskydning. Deres bedste resultat bestod i at flå ryggen af hans frakke med granatsplinter, mens Häyhä selv dog slap uskadt.
Den 6. marts 1940 blev Häyhä skudt i kæben i nærkamp. Kuglen splintredes, og de, som kom ham til undsætning, sagde, at halvdelen af hans hoved manglede. Han kom til bevidsthed den 13. marts, den dag freden mellem Finland og Sovjetunionen kom på plads. Kort efter krigen blev han forfremmet direkte fra korporal til sekondløjtnant af marskal Carl Gustaf Mannerheim.
En mulig forklaring på det store antal drab, som Häyhä opnåede, kan ligge i den taktik, som den Røde Hær anvendte med at sende soldater frem i bølger, og som gav mulighed for et stort antal samtidige mål.

## Senere liv
Det tog adskillige år for Häyhä at komme sig over sine sår. Den splintrede sovjetiske kugle havde ødelagt hans kæbe og sprængt hans venstre kind bort. Ikke desto mindre blev han fuldt helbredt og blev en succesfuld elgjæger og hundeopdrætter efter 2. verdenskrig.
Da han i 1998 blev spurgt, hvordan han blev sådan en god skytte, svarede han: "Øvelse".[kilde mangler] Da han blev spurgt, om han beklagede at have dræbt så mange mennesker, svarede han: "Jeg gjorde, hvad jeg fik besked på, så godt jeg kunne".[kilde mangler] Simo Häyhä tilbragte sine sidste år i en lille landsby ved navn Ruokolahti i det sydøstlige Finland nær den russiske grænse.
Simo Häyhä døde fredeligt i 2002. Han ligger begravet på den lille kirkegård i Ruokolahti, tæt på det lille gamle træklokketårn. Året rundt vil man kunne opleve, at der altid er friske blomster på hans gravsted, hvilket vidner om den respekt og stolthed det finske folk tillægger Simo Häyhäs indsats i kampen imod russerne.

## Yderligere læsning
- P. Sarjanen, Valkoinen kuolema ISBN 952-5170-05-5
- Tapio A. M. Saarelainen, Sankarikorpraali Simo Häyhä ISBN 952-5026-52-3

## Eksterne links
- Wikimedia Commons har flere filer relateret til Simo Häyhä
- Brief background on Simo Häyhä
- Mosin-Nagant Dot Net's Sniper Section Presents "Meeting A Legend: Simo Häyhä" Arkiveret 19. december 2010 hos  Wayback Machine
- Sniper Central list of snipers
- Simo Häyhä at the "Badass of the Week"